# FV Sachsen 1900 Dresden
FV Sachsen 1900 Dresden was een Duitse voetbalclub uit de Saksische hoofdstad Dresden. De club werd opgericht in 1900 en ontbond zichzelf in januari 1942. De club werd één keer kampioen van de Gauliga Ostsachsen, in 1918 (als SG VfB Sachsen Dresden).

## Geschiedenis
De club werd opgericht in 1900. Tijdens en kort na de Eerste Wereldoorlog fuseerde de club tijdelijk met VfB 1903 Dresden tot Sportgemeinschaft VfB Sachsen Dresden. In 1918 won de club dan ook de Gauliga Ostsachsen. De club speelde meerdere seizoenen in deze competitie, vooral voor de Eerste Wereldoorlog. Na 1918 speelde de club geen noemenswaardige rol meer in het voetbal van Dresden. De club speelde vrijwel altijd in de schaduw van grotere stadsgenoten als Dresdner SC, Guts Muts, Dresdensia, Dresdner SpVgg 05 en Dresdner SG 1893. In 1920 probeerde de club (onder meer via krantenadvertenties) zich nog te profileren als de eerste profvoetbalclub van Saksen, zonder succes weliswaar. In januari 1942 ontbond de club zichzelf.